# Eparagois
Eparagois (Eparegoto), ime jednome plemenu koje je u 16. stoljeću živjelo na području nekadašnje španjolske provincije Nueva Andalucia uz jezero Cassipa (?). Uz ovo jezero živjela su uz plemena Cassipagoto i Arawagoto i pleme Eparegoto, što bi mogla biti druga varijanta istog imena. Opisuju se kao lovci i ribari, porijeklom od obalnih Kariba, ali ne i tako okrutni. Trgovali su s Nizozemcima iz Surinama s kojima su živjeli u prijateljstvu.